# يوليوس أكسلرود
يوليوس أكسلرود (بالإنجليزية: Julius Axelrod)‏ ـ (مدينة نيويورك، 30 مايو 1912 ـ بيثيسدا، 29 ديسمبر 2004) عالم كيمياء حيوية أمريكي. تقاسم جائزة نوبل في الطب أو الفيزيولوجيا عام 1970 مع كل من فون أولر وبرنارد كاتس لأبحاثه حول إفراز وامتصاص النواقل العصبية الكاتيكولامينية وهي فئة من المواد الكيميائية في الدماغ تشمل الأدرينالين والنورإبينفرين كما اكتشفت في وقت لاحق مادة الدوبامين. قدم أكسلرود أيضا مساهمات كبيرة في فهم الغدة الصنوبرية، وكيف يتم تنظيم عملها خلال دورة النوم واليقظة.

## حياته وتعليمه
ولد أكسلرود في مدينة نيويورك لأبوين من المهاجرين اليهود ذوي الأصل البولندي. حصل على درجة البكالوريوس في علم الأحياء من كلية مدينة نيويورك سنة 1933، رغب أكسلرود في أن يصير طبيبًا، ولكن كل كليات الطب التي تقدم إليها رفضته، فعمل لفترة قصيرة فني مختبر في جامعة نيويورك، ثم حصل سنة 1935 على وظيفة في قسم الصحة بمدينة نيويورك لاختبار الفيتامينات المضافة إلى المواد الغذائية.
فقد أكسلرود عينه اليسرى من جراء انفجار زجاجة نشادر في المختبر، مما جعله يرتدي لاصقة على عينه لما تبقى من حياته.
التحق أكسلرود ـ أثناء عمله بقسم الصحة ـ بمدرسة ليلية وحصل على درجة الماجستير في العلوم من جامعة نيويورك سنة 1941.

## روابط خارجية
- يوليوس أكسلرود على موقع الموسوعة البريطانية (الإنجليزية)
- يوليوس أكسلرود على موقع مونزينجر (الألمانية)
- يوليوس أكسلرود على موقع إن إن دي بي (الإنجليزية)